# Задужбина Драгољуба Маринковића
Задужбина Драгољуба Маринковића је основана тестаментом српског адвоката Драгољуба Маринковића 30. јула 1946. године у Београду. Организација је обновљена 28. маја 1996. године, циљ Задужбине је унапређивање здравства на Универзитету у Београду. Тестаментом је остављена зграда у улици Булевар Краља Александра 26 у Београду, Врачар.

## Циљ и рад задужбине
Драгољуб Маринковић је 1946. године је тестаментом оставио граду Београду зграду величине 1126 квадратних метара коју чине петнаест станова, седам локала и један пословни простор. Идеја задужбине јесте да помогне студентима Београдског универзитета. Сваке године расписује се јавни конкурс за помоћ студентима који редовно похађају медицински усмерен факултет при Универзитету у Београду, у шта спадају Стоматолошки, Медицински, Ветеринарски и Фармацеутски факултет у Београду. За најбоље студенте се издваја новчана помоћ у износу од 6.000 динара на месечном нивоу у периоду од месец дана. Поред тога Задужбина учествује у јавним конкурсима за издвајање средстава за помоћ у лечењу студената и набавку медицинске опреме и помагала. Уз то, Задужбина Драгољуба Маринковића организује хуманитарне акције за помоћ при лечењу деце и студената.